# Mary Stone
Mary Stone, también conocida como Shi Meiyu (en chino tradicional y simplificado, 石美玉; pinyin, Shí Měiyù; Wade-Giles, Shih Mei-yü; 1 de mayo de 1873 – 30 de diciembre de 1954), fue una doctora en medicina graduada por la Universidad de Míchigan. Fundó el Hospital para Mujeres e Infancia de Jiujiang.

## Trayectoria
Mary Stone nació el 1 de mayo de 1873, en una familia china cristiana (metodista) de Jiujiang, donde pasó su infancia. Asistió al Rulison-Fish Memorial School de Jiujiang, creado por la misionera estadounidense Gertrude Howe, durante diez años.
En 1892, Gertrude Howe se la llevó a Ann Cenador, Míchigan, junto a Kang Cheng, para que fueran formadas profesionalmente en Occidente, donde Stone y Kang Chen se convirtieron "no sólo en las primeras asiáticas en licenciarse por la Universidad de Míchigan, sino que también fueron de las primeras mujeres chinas que se convirtieron en profesionales de la medicina formadas en Occidente" en 1896.
En otoño de 1896, ella y Kang Cheng regresaron a Jiangxi, China. Dos años más tarde, gracias a las donaciones de Isaac Newton Danforth de Chicago, fundaron el Hospital Elizabeth Skelton Danforth en Jiujiang, nombrado en honor de la esposa del Dr. Danforth, que más tarde se convertiría en el Hospital para Mujeres e Infancia de Jiujiang.
Mary Stone era conocida no solo como profesional de la medicina, sino también por su trabajo misionero cristiano. Entre 1920 y 1937, estuvo implicada en la creación de múltiples hospitales, escuelas e iglesias en China.
Regresó a California tras la Segunda Guerra Mundial, donde más tarde falleció el 30 de diciembre de 1954 en Pasadena, a la edad de 81 años.